# Isaac M. Held

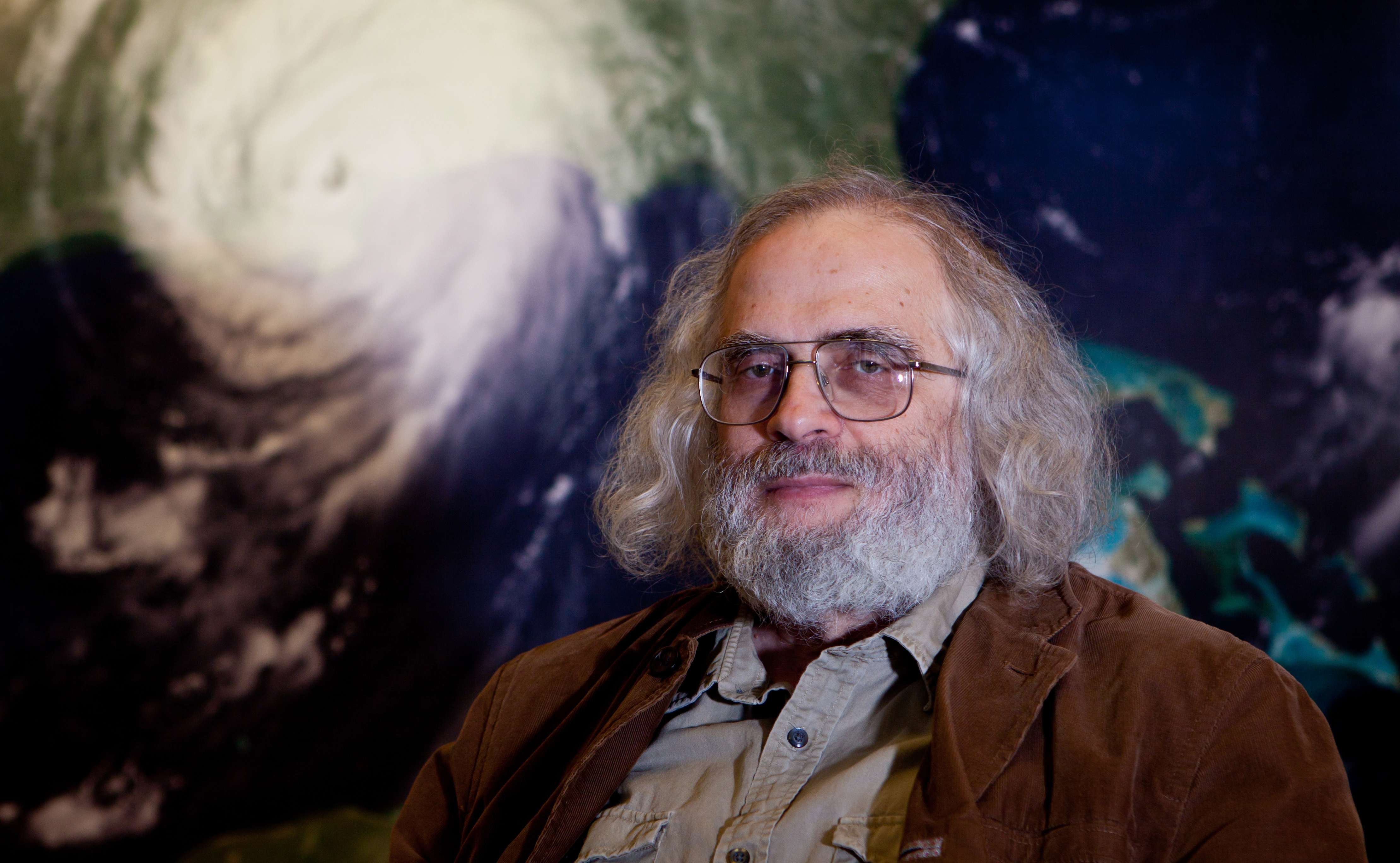
Isaac Held

Isaac M Held är en amerikansk/tysk meteorolog född 1948 i den tyska staden Ulm. Hans föräldrar Israel Held och Bertha Blum var överlevare från koncentrationslägret i Auschwitz. 1952 flyttade familjen till USA där de bosatte sig i Saint Paul, Minnesota. 
Isaacs intresse för matematik växte sig starkt under barndomsåren och intresset för att beskriva verkligheten med matematik ledde till en examen i fysik 1969. Efter examen flyttade han till New York för att doktorera i fysik men kom över en artikel som handlade om människans påverkan på klimatet. 
På 1980-talet studerade han Hadleycellen och gick i och med detta över till den dynamiska meteorologin. 
Under de tidiga åren på 1990-talet studerade han västliga flöden och banor för högtryck och lågtryck. Under mitten och senare hälften av 1990-talet bytte han inriktning och studerade istället den globala uppvärmningen. 

På 2000-talet har han fortsatt fördjupandet av den globala uppvärmningen och dess konsekvenser för klimatet. Held arbetar för tillfället i Princeton på Princeton University och Geophysical Fluid Dynamics Laboratory och bedriver forskning tillsammans med Minfang Ting. Held tilldelades 2008 amerikanska meteorologisamfundets finaste utmärkelse Carl-Gustaf Rossby-medaljen med motiveringen: 
| ” | For fundamental insights into the dynamics of the Earth's climate through studies of idealized dynamical models and comprehensive climate simulations. | „ |